# Myrmarachne mariaelenae
Myrmarachne mariaelenae là một loài nhện trong họ Salticidae.
Loài này thuộc chi Myrmarachne. Myrmarachne mariaelenae được Edwards & Benjamin miêu tả năm 2009.